# 克里斯蒂安·德·卡斯特里
克里斯蒂安·德·卡斯特里（法語：Christian de La Croix de Castries），法國軍人。

## 早年以及二戰生涯
克里斯蒂安·德·卡斯特里1902年出生於巴黎。19歳參軍入伍。服役期間曾經在法國著名的索米爾騎兵軍校學習，並在1926年晉升為軍官。之後他一度退出軍界，從事馬術體育運動。第二次世界大戰爆發之後，他又重返軍隊服役，1940年在北非被德軍俘虜，1941年盟軍將他和其他戰俘從德軍戰俘營解救出來，之後他與盟軍一道轉戰北非、意大利、法國南部等地。

## 法越戰爭
二戰結束後，1946年克里斯蒂安·德·卡斯特里晉升為上校，并被派遣到越南，參加了第一次印度支那戰爭，期間因負傷回到法國療養了一年，之後重返越南。1953年12月在奠邊府戰役的初期階段，因在守衛戰中表現出色，被提升為準將，並被任命為奠邊府防區司令。整個奠邊府戰役長達八個星期，最終以法國敗北告終。1954年5月7日他率手下一萬多法軍向越盟的軍隊投降，奠邊府戰役結束了法國在印度支那的殖民統治。在日内瓦停戰協議談判期間，他作爲戰俘被拘押了四個月。

## 回到法國後
克里斯蒂安·德·卡斯特里從越南回到法國後，他繼續在法國軍隊服役，並被任命為第五裝甲師的指揮官，之後又被派往西德駐扎，1959年他從軍隊退休。退休之後，他經營了一家商品回收公司。1991年7月29日以88歲的高齡在巴黎逝世。

## 外部鏈接
- Christian de Castries （英文） （页面存档备份，存于）